# Galaxia Cuautitlán
Galaxia Cuautitlán, eller bara Galaxia, är en ort i Mexiko, tillhörande Cuautitlán kommun i delstaten Mexiko. Orten ligger i den centrala delen av landet och tillhör Mexico Citys storstadsområde. Galaxia Cuautitlán hade 9 171 invånare vid folkmätningen 2010, och är kommunens näst största ort sett till befolkning.